# حسینعلی لیالستانی
حسینعلی فلاح حقگو لیالستانی سال ۱۳۴۰ در لیالستان از توابع شهرستان لاهیجان به دنیا آمد. کارگردانی را در دانشکده سینما و تئاتر دانشگاه هنر تحصیل کرد. او با چند کار کوتاه موفق از جمله «دوستی در بلندی‌ها» فعالیت حرفه‌ای خود را آغاز کرد.

## آثار

### فیلم سینمایی
- ساکن خانه چوبی (۱۳۹۱)
- میزاک (۱۳۸۷)
- تابلویی برای عشق (۱۳۷۶)
- عاشق فقیر (۱۳۷۴)
- بلندی‌های صفر (۱۳۷۲)

### سریال‌های تلویزیونی
- بوی گلهای وحشی (۱۳۸۵)
- آواز مه (۱۳۸۱)